# HMS Sutherland (F81)
La HMS Sutherland (F81) es una fragata Tipo 23 de la Royal Navy comisionada en 1997 y actualmente en servicio.

## Construcción
Construida por Yarrow, fue puesta en gradas en 1993, botada en 1996 y asignada en 1997.

## Historia de servicio
En 2003 la fragata HMS Sutherland participó de la Operación Telic en Irak. En 2011 participó de la Operación Unified Protector en Libia.